# الموسوعة العبرية
الموسوعة العبرية (بالعبرية: האנציקלופדיה העברית) هي موسوعة شاملة باللغة العبرية، نشرت في النصف الأخير من القرن العشرين.

## تاريخ
قامت الناشرة براخا بيلي بنشر «الموسوعة العامة» في دار نشر ماسادا التي تملكها، تحت إشراف المحرر البروفيسور يوسف كلاوسنر. وطمح ابنها ألكسندر بيلي في نشر موسوعة أكثر شمولا في اللغة العبرية.
وبدأت فكرة الموسوعة العبرية تدخل حيز التنفيذ في صيف عام 1944. وأنشأت لجنة مشرفة لتحديد أهداف الموسوعة. وبدأت طباعة الجزء الأول في صيف عام 1948 مع تأسيس دولة إسرائيل. وعين حاييم وايزمان أول رئيس للدولة، رئيسا فخريا للمشروع.
وبدأ الجزء الأول بحرف الألف حتى كلمة «أستراليا». وأول صورة فوتوغرافية في ذلك الجزء كانت أول صورة لإعلان استقلال دولة إسرائيل.
وكتب الناشر في المقدمة: «لدينا إيمان قوي أننا سنحقق طموحنا لتوفير محتوى استثنائي في شكل رائع، وإلإضافة والتقدم من جزء لآخر، وأننا سننهي نشر كل الأجزاء الستة عشر خلال خمسة أو ست سنوات، وأن المشروع كله سيحقق الغرض منه».
لكن المشروع استغرق ثلاثين عاما، وانتهى إصدار آخر أجزاءه في عام 1980 بعد ربع قرن من التاريخ المفترض. وحين انتهت الموسوعة كانت تضم 32 جزءا. وخلال مرحلة الكتابة صدر ملحق أول بعد الجزء السادس عشر، وصدر ملحق ثاني بعد الجزء الثاني والثلاثين.
وفي عام 1985 بعد خمس أعوام من اكتمال أجزاء الموسوعة، طبع جزء للفهرس. وصدر ملحق ثالث في عام 1995، وهو تحديث للملحق الثاني. كما صدر جزءان يشملان تحديثات شاملة لمواد الموسوعة المتعلقة بدولة إسرائيل وأرض إسرائيل.
ويدل طول فترة إكمال الموسوعة أنها تعرضت لتغيير المحررين على مدار السنوات. ومن المحررين يوسف كلاوسنر، بن صهيون نتنياهو، يشاياهو لايبوفيتس، ناتان روزنشترايش، يهوشوا غوتمان، يوشوا براور. وكان المشرف على المحررين خلال كل الأجزاء هو ألكسندر بيلي. وشارك أكثر من 2500 كاتب في كتابة الموسوعة، ومن بينهم علماء إسرائيليون وخمسة عشر فائزة بجائزة نوبل.
وخلال فترة النشر، اكتسبت الموسوعة أهمية هائلة. ويتضح ذلك من خلال رغبة بعض الأشخاص في إدراج أسمائهم في الموسوعة كنوع من ختم الموافقة على أهميتهم ومكانتهم. ويحكي براخا بيلي ناشر الموسوعة، عن كاتب أراد إدراج اسمه في الموسوعة، وهَدَّد بالانتحار إن لم يُدْرَج: «على الرغم من أن مكانته في الأدب العبري لم تكن ذات أهمية كبيرة، إلا أنني لم أخاطر وقمت بإدراجه في الموسوعة».
أحيانا نشأ جدل حول من سيكتب مقالا معينا، أو الأسس الأكاديمة أو السياسية أو العاطفية. مثلما كان الحال مع مقالات دافيد بن جوريون وأدولف هتلر.
وانتقدت الأجزاء الأحدث من الموسوعة المكتوبة في التسعينات من القرن العشرين، والتي حررها دافيد شاخام، بسبب احتوائها على نبرة ما بعد الصهيونية.
وبعد عام من نشر آخر أجزاء الموسوعة، بِيعت حقوق نشرها. ويقال أن دار نشر شوكن تعمل على إصدار نسخة جديدة ومراجعة من الموسوعة.

## الوصف
تنعكس طبيعة الموسوعة في عنوانها الفرعي «عامة، يهودية، إسرائيلية». وتغطي الموسوعة كل الموضوعات العامة، لكن مع التأكيد على الطابع اليهودي والإسرائيلي، وبشكل أساسي في الموضوعات المتعلقة باليهودية واليهود وإسرائيل.
وهكذا تهتم الموسوعة بالتأكيد في كل مقال عن شخص، على يهودية الشخص، حتى حين لا تكون اليهودية ذات أهمية في حياته الشخصية (مثل بوريس باسترناك)، وكذلك التأكيد على أثر الشخص على حياة اليهود.
أطول مقال عن شخصية هو عن تيودور هيرتسل، وأطول مقال عن شخصية غير يهودية هو عن جوته الأديب الألماني.
وتسرد المقالات المتعلقة بالبلاد والمدن معلومات عن التاريخ العام للمكان، ثم معلومات منفصلة عن تاريخ اليهود بها إذا وجد، وخاصة في الأماكن التي كانت تحت الحكم النازي فتُسرد معلومات عن مصير المجتمع اليهودي بها خلال الهولوكوست. وتُتَّبع نفس الطريقة في وصف البلدان والمدن التي يتواجد بها مجتمع يهودي، فتوفر الموسوعة معلومات مفصلة عن عدد اليهود وعن مهنهم وعن أماكن سكنهم الرئيسية، وعن بنية المجتمع إلخ.
ولم يخف كتاب الموسوعة آرائهم السياسية اليهودية القومية. لذلك لم تدرج مقال عن المملكة الأردنية حين لم يكن معترفا بها من كتاب الموسوعة. وأُورت معلومات عن هذ البلد في مقال «أرض إسرائيل»، ويرد في بداية المقال أنه في اللغة العبرية تطلق عبارة «أرض إسرائيل» على كلا جانبي نهر الأردن. وفي الجزء الإضافي الثاني تظهر أخيرا كلمة «الأردن»، مما يدل على تغير الاتجاهات السياسية في المجتمع الإسرائيلي في العقود الأخيرة.
ويضم حرف الألف أكبر عدد من المواد، ويستغرق ستة أجزاء ونصف (أي أكثر من 30% من عدد الأجزاء). وآخر مقال هو «إيثر». أما أطول مقال يبدأ بالألف فهو «أرض إسرائيل»، وخصص له جزء كامل وهو الجزء السادس. ويليه في الطول مقال «الولايات المتحدة الأمريكية» الذي يستغرق 126 عمودا. ولا يرجع حجم مقالات حرف الألف إلى عدد الكلمات البادئة به في اللغة العبرية، بل إلى حماس الكتاب ورغبتهم في تضمنيه مجمل المعرفة الإنسانية. وحين بدا واضحا أن نسبة وعمق الإنتاج لن يصل إلى نهاية، تقرر الحد من حجم محتواها (والتي أدى إلى ظهور جملة «انظر أيضا» في نهاية المقالات غير المكتوبة).
أصغر حرف في الموسوعة هو حرف تساد، الذي يستغرق 531 صفحة، أي أقل من جزء واحد، ويوجد في الجزء الثامن والعشرين.
ودار جدل غير سياسي حول مقال «أفلاطون» في الجزء الخامس. حيث أن البروفيسور يشاياهو لايبوفيتس وهو أحد المحررين الرئيسيين للموسوعة اختلف بشدة مع التفسير الشائع لأفكار أفلاطون، فقام بإضافة فقرة في الصفحات الأولى من الموسوعة حيث يتم تعريف المحررين، وحيث يعرف بأنه «البروفيسور يشاياهو لايبوفيتس محرر في الفلسفة» قام بإضافة فقرة «حتى الصحفة 223» وهي الصفحة التي بها مقال أفلاطون.